# 김형직
김형직(金亨稷, 1894년 7월 10일~1926년 6월 5일)은 김일성의 아버지로, 독립운동가였다. 그리고 김보현의 아들이다. 김정일의 친할아버지이자, 김정은의 증조할아버지다.

## 생애
평안남도 대동군 고평면 남리 만경대에서 태어났다. 숭실학교를 졸업한 후 만경대에 있는 순화학교 교사를 하였다. 조만식은 그의 학교 선배라고 알려졌다. 1916년 봄에 평안남도 강동군 고읍면 동삼리(江東郡 古邑面 東三里) 내동부락(현 평양시 강동군 봉화리)에 가서 명신학교에서 교편을 잡게 된다. 당시 기록을 보면 정식 학교 교사라기 보다 서당 선생에 가까운 것으로 보인다. 1917년 3월 23일 장일환(張日煥, 1886 ~ 1918.04.09) 등이 평양에서 「조선국민회(朝鮮國民會)」를 조직했는데, 회원명단에 김형직(金亨稷)의 이름이 들어 있다.
不逞團關係雜件 朝鮮人ノ部 在內地 二 > 秘密結社發見處分ノ件 (1918년 2월 18일) : 한국사데이터베이스(국사편찬위원회)

秘密結社發見處分ノ件(平安南道警務部長報告要旨)

今回在外不平鮮人ト通謀シ國權恢復ヲ企劃セル「朝鮮國民會」ナル秘密結社ヲ發見シ關係者ヲ檢擧シ刑事訴追ニ附シタリ其ノ顚末左ノ如シ

一. 會員氏名

本籍 平安南道平壤府黃金町 / 住所 同　櫻町 / 會長　張日煥 當三十二年

....

本籍 平安南道大同郡古平面南里 / 住所 平安南道江東郡古邑面東三里 / 書堂敎師　金亨稷 當三十四年

1918년 2월 18일 간도에 독립운동기지를 모의하다, 일경에 체포되어 장일환, 배민수, 강석봉 등과 평양감옥에서 옥고를 치렀다. 1918년 출옥한 후 중강진으로 피신하여 1919년 지역 3ㆍ1만세운동을 주도했다고 하며, 경찰의 검거를 피해 5월에 압록강 건너 대안(對岸) 임강현(臨江縣)으로 이주하였다. 김형직 일가가 이주한 임강은 임강현(臨江縣)의 현소재지(縣所在地)였는데 모아산(帽兒山)이라고도 불렀다. 그들이 정착한 곳은 현공서(縣公署)에서 압록강변 쪽으로 내려가는 도중에 있었던 정미소 옆에 있는 집이었다고 한다. 김형직은 여기에 순천의원이란 간판을 걸고 방안에는 가짜 세브란스의학전문학교 졸업증을 걸었다. 1920년 3월에 손위 처남이자 백산무사단(白山武士團) 단원인 강진석(康晋錫)이 임강현 모아산(臨江縣 帽兒山)에 거주하는 매부 김형직의 집에 잠시 머물렀다는 기록이 있다. 기록에는 없지만 김형직도 백산무사단(白山武士團) 단원이었다는 증언이 있다. 1921년 여름에 김형직은 임강 동쪽에 있는 장백현(長白縣) 팔도구(八道溝)로 다시 이주하게 되는데, 임강에 있을 때와 같이 광제의원이란 간판으로 한방의를 했다. 일제가 장백현에 사는 조선인 유력자로 김형직의 신상을 적어 놓은 문건이 있다. 1925년 3월에는 다시 무송현(撫松縣)으로 이주하여 무림의원을 차렸다. 1926년 6월 5일에 사망했는데 북한에서는 일경을 피해다니느라 두 차례 동상에 걸린 후유증이라고 주장한다. 하지만 1926년 6월 5일 향년 31세로 공산주의 단체에게 피살당했다.
김형직의 묘는 아내 강반석의 묘와 함께 평양시 만경대구역 김일성의 생가인 만경대 근교에 있으나 중국에 있던 원래 묘를 해방 후 이장한 것으로 보인다.

## 결혼
김형직은 부인 강반석을 미국 선교사 넬슨 벨의 중매로 만나게 되었다. 넬슨 벨은 빌리 그레이엄 목사의 장인으로 그가 그 부부의 혼인에 직접적 연관이 있는 것은 빌리 그레이엄 목사가 생존 시 김일성을 여러 번 만난 것과 연관이 있는 것으로 보인다.
이런 주장은 어디서 나온 것인지 불분명하나 연변 조선족 출신 재미 작가 유순호가 자신의 책에 이런 주장을 수록하여 많이 퍼진 것으로 보인다. 하지만 넬슨 벨(L. Nelson Bell, 1894~1973) 선교사는 김형직과 1894년생 동갑으로 미국서 학교를 마친 뒤 김일성 출생 후인 1916년에 처음 중국으로 와서 상해에서 북쪽으로 500 km가량 떨어진 청강포(清江浦)에서 선교활동을 했을 뿐 평양에서 선교를 한 적은 없다. 나중에 빌리 그레이엄 목사의 부인이 된 딸 루스 그레이엄을 평양의 외국인 학교에 보내 공부하게 한 것이 북한과 연고의 전부이다. 그레이엄 목사가 평양을 방문하여 김일성을 만난 것도 부인의 평양 연고 때문이며, 장인 넬슨 벨은 북한이나 김일성 부모와 아무 관계가 없다.

### 사후
1988년에 조선민주주의인민공화국은 그의 이름을 따서 함경북도(현 량강도) 후창군을 김형직군으로 개칭하였다. 평양에 있는 김형직사범대학은 1975년 그의 이름을 따서 개칭한 명칭이다. 2008년 7월 10일 봉화리에 모셔진 김형직의 동상과 만경대에 있는 그의 묘, 삭주군과 중강군에 있는 동상 등에 헌화하고 탄신 104돌을 추모하였다. 이날 행사에는 리종옥, 박성철, 계응태, 김철만, 김국태 등 당 고위관계자들이 참석하였다. 평양시 강동군 봉화리와 평안북도 삭주군 남사로동자구, 자강도 중강군 중강읍 등에 동상이 세워졌고, 만경대 묘지에 반신상이 있다.

## 가족 관계
- 조부: 김응우(金膺禹, 1848년 4월 8일 ~ 1878년 10월 4일)
- 조모: 리씨부인
- 부: 김보현(金輔鉉, 1871년 10월 3일 ~ 1955년 9월 2일)
- 모: 이보익(李寶益, 1876년 5월 31일 ~ 1958년 10월 18일)
  - 남동생: 김형록(金亨禄)
  - 남동생: 김형권(金亨權, 1905년 11월 4일 ~ 1936년 1월 12일)
  - 여동생: 김구일녀(金九日女)
  - 여동생: 김형실(金亨實)
  - 여동생: 김형복(金亨福)
- 아내: 강반석(康盤石, 1892년 5월 7일 ~ 1932년 7월 31일)
- 아들: 김일성(金日成, 1912년 4월 12일 ~ 1994년 7월 8일)
- 며느리: 한성희(? ~ ?)
- 며느리: 김정숙(金正淑, 1917년 12월 24일 ~ 1949년 9월 22일)
  - 손자: 김정일(金正日 국방위원장, 1942년 2월 16일 ~ 2011년 12월 17일)
  - 손자: 김수라(金修羅, 본명, 김만일(金萬一). 어려서 사망)
  - 손녀: 김경희(金敬姬, 당 중앙위원, 경공업부장 역임, 1946년 2월 6일 ~ )
- 며느리: 김성애(金聖愛, 1928년 ~ 2014년）
  - 손자: 김평일(金平一 1954년 ~ )
  - 손자: 김영일(金英一 1955년 ~ 2000년)
  - 손녀: 김경숙(金敬淑)
  - 손녀: 김경진(金經進)
- 며느리: 제갈씨
  - 손자: 김현(金現 1971년 ~ )
- 며느리: 김송죽
  - 손녀: 김백연
- 아들: 김철주(金哲柱, 1918년 6월 12일 ~ 1935년 6월 14일)
- 아들: 김영주(金英柱, 1920년 ~ , 일본제국 육군관동군의 통역관[30])
- 장조부: 강병수
  - 장인: 강돈욱(康敦煜, 1871년 ~ 1943년)
  - 장모: 위돈신(1870년 ~ ?)

## 기타
- 그는 반공주의 성향의 독립운동가였다. 그가 만주에 있을 무렵 남만주에 공산주의 운동이 있었는데, 당시 일어난 적색테러들 때문에 김형직은 공산주의와 공산주의자들을 상당히 미워하였다. 실제로 공산주의자들에게는 약도 팔지 않고 치료조차 해주지 않았을 정도라 한다.# 이런 반공 성향으로 인해 공산당에게 원한을 사 여러 번 테러를 당하기도 했고 결국 1926년 6월 5일 향년 31세로 공산주의 단체에게 피살당했다.
- 기독교 신자였다.[31][32]
- 그의 좌우명은 지원(志遠)이라고 한다.
- 그의 할아버지는 김응우이다.

## 참고 자료
- 배민수(裵敏洙) 저; 박노원 역, 《배민수 자서전 : 누가 그의 왕국에 들어갈 수 있는가》 서울: 연세대학교출판부, 1999
- 방기중 저, 《배민수의 농촌운동과 기독교사상 (裵敏洙의 農村運動과 基督敎 思想)》 연세대학교 대학출판문화원 | 1999년 10월 31일

## 참고 문헌
- 김일성 주석의 회고록 《세기와 더불어》 항일혁명편 제1편